# ضاية بن ضحوة
ضاية بن ضحوة شمال غرب ولاية غرداية، على بعد 11 كلم من مقر الولاية.

## الموقع الجغرافي
يحدها كل من:
- شمالا: بلديتي حاسي الرمل وعين ماضي (بولاية الاغواط)
- جنوبا : بلديتي غرداية وبنورة
- شرقا :بلديتي بريان وغرداية
- غربا : بلدية متليلي

## المساحة والسكان
تتربع على مساحة اجمالية تقدر بـ: 2175 كلم2، وعدد سكانها 12643 نسمة (إحصاء: 2008)
تتخلها ثلاثة اودية رئيسية هي:
واد الأبيض - واد لعذيرة - واد ارقدان

## المناخ
كما تتميز بلدية ضاية بن ضحوة بمناخ صحراوي حار وجاف صيفا وبارد شتاء، ويتميز بفرق كبير في درجة الحرارة بين النهار والليل، وكذا بين الصيف والشتاء اما كمية الأمطار المتساقطة على مستوى البلدية فهي قليلة جدا حيث تتراوح ما بين 1.3 و9.4 مم مع متوسط سنوي يقدر بـ:65.1مم.

## النشاة التاريخية
حين اكتمل الفتح الإسلامي في الشمال الجزائري، بدات جموع من الفاتحين الانتشار والنزوح نحو الجنوب وكان من بين هؤلاء النازحين لضاية بن ضحوة وهم المذابيح وهم من الادارسة والمرابطين وكان ذلك في القرن الثامن الهجري، فوق ربوة نظرا لطبيعة المكان الذي كانت تتجمع فيه المياه (ضاية) قد عملوا في فلاحة الأرض وتربية المواشي إلى جانب ذلك اشتهرت المراة بابداعها في صناعة النسيج وخاصة الزربية المذبوحية التي تكتسح الاسواق على المستوى الإقليمي بنسبة 90% وبالخصوص في مدينة غرداية
كما شهدت منطقة ضاية بن ضحوة عدة معارك أثناء الثورة التحريرية المجيدة من ابرزها معركة البسباسة ومعركة بوشنيقيرة حيث قدمت من خلالها قوافل من الشهداء الابرار على على غرار جميع أنحاء الوطن العزيز

## الصناعات التقليدية
تمتاز منطقة ضاية بن ضحوة بزرابيها الجميلة باحجام مختلفة من أهم أنواع هذه الزرابي
- زربية العظم: تصنع من صوف الماشية والفبران تتشكل من عدة رموز واشكال تسمى بالرقمة متواصلة تعبر عن ابداع المرأة المذبوحية
- زربية النيلة : تختلف في رموزها كليا عن زربية العظم بحيث ان رموزها تكون على شكل وحدات متقطعة تعبر عن مختلف الاشياء المكونة للبيئة الصحراوية يستعمل في نسيجها الصوف والفبران كذلك
- الحنبل : وهو عبارة عن زربية تتشكل رموزه من عدة مستطيلات ويستعمل فيها لونين فقط وتنسج من مادتي الصوف والفبران
- الفراشية: هي شبيهة في اشكالها بالحنبل ولكنها تختلف معه من حيث الوانها العديدة تنسج بالصوف والفبران

بالإضافة إلى صناعة الزرابي هناك انسيج الجلابة والبرنوس يستعمل في نسيجهما صوف الماشية ووبر الإبل

## الاكلات الشعبية
أهم الاكلات الشعبية الشائعة في المنطقة هي :الكسكس - المردود - الدشيشة - الرفيس زريزة بالتمر والحليب المجفف والقمح الصلب -كرناشة(كسكس بالشعير) - المغلوقة - الملة - البسيسة - روينة بالقمح - حساء بالقمح

## النشاط الاقتصادي
تتميز بلدية ضاية بن ضحوة بطابعها الفلاحي وتربية المواشي وخاصة في إنتاج الخضر الموسمية حيث تقدر مساهمة البلدية على مستوى الولاية في الإنتاج الفلاحي نسبة تفوق 60%,مساهمة البلدية على مستوى الولاية في الإنتاج الحيواني نسبة تفوق40% والمساهمة في تزويد ملبانات المحلية بحليب البقر بنسبة تتجاوز 30%
و من ابرزها اسواقها: سوق الجملة للخضر والفواكه وسوق المواشي والسوق الاسبوعي كل يوم خميس، زراعة النخيل
تتميز المنطقة بزراعتها للنخيل وإنتاج أنواع كثيرة التمور يصل عدد هذه الأنواع إلى حوالي 33نوع ابرزها : بنت قبالة - دقلة نور - الغرس والإحصاء العام لاشجارالنخيل يقدر بـ :35414 نخلة

## المنشآت
أهم المنشآت في ضاية بن ضحوة هي

## المؤسسات التربوية
07 مساجد - 09 ابتدائيات -03اكماليات - ثانويتان 02
مركز التكوين المهني والتمهين 01
المركز الطبي للأطفال المعاقين ذهنيا

## المنشآت الثقافية والرياضية
مركز ثقافي 01 - مكتبة بلدية 01 - بيت الشباب 01 - المسبح البلدي 01 - ملعب بلدي 01 - ساحات اللعب 07
- مركب رياضي جواري - قطاع الصحي - قاعات علاج 03 - الحماية الاجتماعية